# منظومه ماهواره‌ای وان‌وب

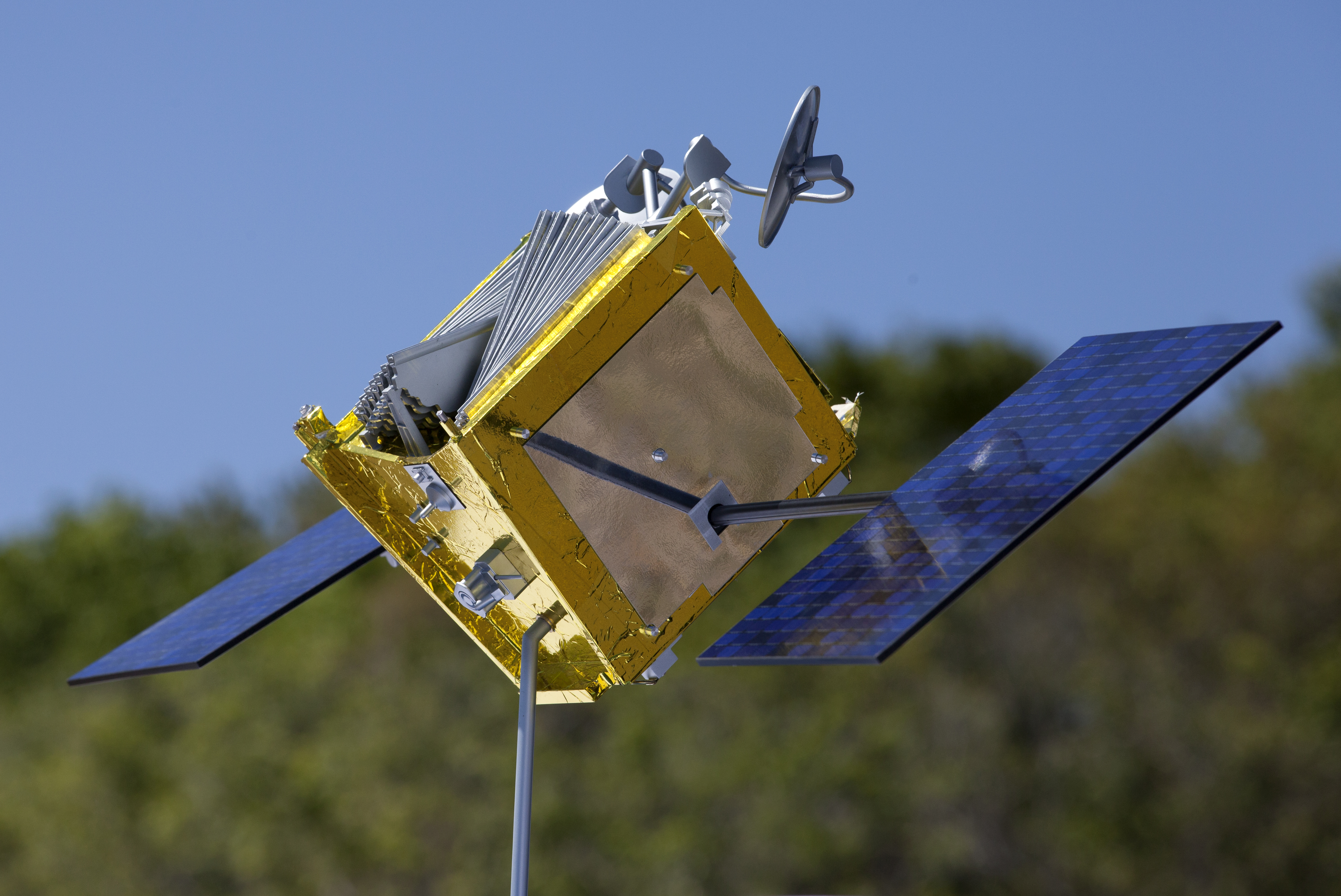
نمایی از مدل نسل اول ماهوارهٔ وان‌وب – ۲۰۱۷

منظومه ماهواره‌ای وان‌وب یک منظومه ماهواره‌ای پیشنهادی است که از مجموعه ۸۸۲ ماهواره برای فراهم سازی امکان دسترسی به اینترنت در سطح جهان تشکیل شده‌است.